# Isaak Osipovič Dunajevskij
Isaak Osipovič Dunajevskij, rusky Исаак Осипович Дунаевский (30. ledna 1900 Lochvycja, Poltavská gubernie – 25. července 1955 Moskva) byl ruský hudební skladatel a dirigent židovského původu. Jednalo se o autora známého především na poli ruské populární hudby, který kromě běžných písní psal také filmovou, scénickou a cirkusovou hudbu. Kromě toho je také autorem několika operet. Ve své době byl jedním z nejpopulárnějších hudebních skladatelů v bývalém Sovětském svazu.

## Životopis
Dunajevskij se narodil 18. (30.) ledna 1900 v městečku Lochvycji v Poltavské oblasti na Ukrajině. Jeho otec Cale-Josef Simonovič Dunajevskij byl nižším bankovním úředníkem. Rodina měla pro hudbu pochopení. Dědeček Isáka byl chazanem, tj. mužem, který v synagoze předzpěvoval společné modlitby. Matka hrála na klavír a zpívala. Pět Izákových bratrů se stalo rovněž hudebníky. Nejznámější z nich je sbormistr Boris Osipovič (1896–1976). Hudební nadání projevoval od dětství. Podle sluchu už v pěti letech improvizoval na klavír pochody a tance, které zaslechl a od osmi let se učil hrát na housle u Grigorije Poljanského.
V roce 1910 se rodina přestěhovala do Charkova a Izák začal navštěvoval charkovskou hudební školu, kde studoval hru na housle a kompozici. V roce 1918 s vyznamenáním odmaturoval a o rok později ukončil i studium na Charkovské konzervatoři.
V roce 1919 se stal koncertním mistrem smyčcového orchestru a od roku 1920 působil jako skladatel a dirigent v Charkovském ruském dramatickém divadle pod vedením N. N. Sinelnikova. Vedle toho přednášel o hudbě a vedl vojenský amatérský soubor. Jako skladatel debutoval v roce 1920 hudbou k divadelnímu představení Figarova svatba. V letech 1919–1924 se široce angažoval jako spolupracovník novin a časopisů, organizátor hudebních kroužků u vojenských útvarů a byl i vedoucím hudebního oddělení lidového vzdělávání charkovské gubernie.
V roce 1924 přijel do Moskvy a stal se hudebním ředitelem divadla Ermitáž. V letech 1926–1929 pak působil ve stejné funkci v Divadle satiry. Pro toto divadlo napsal své první dvě operety: Ženichové a Nože.
V roce 1929 přesídlil do Leningradu a až do roku 1935 působil jako skladatel a hlavní dirigent Leningradského music-hallu. První představení s jeho hudbou – satirická parodie Odyseus – byla po několika představeních zakázána. Začal spolupracovat s hercem a zpěvákem Leonidem Osipovičem Utjosovem, prakticky prvním sovětským zpěvákem populárních písní a jazzu. Pokusil se vytvořit jakousi formu sovětského jazzu vycházející z ruské lidové hudby. V tomto stylu uváděl pořad „Jazz na obrátce“ sestavený z fantazií na téma národních písní. V roce 1933 pak s dalšími autory sestavil z jazzových interpretací melodií Giuseppe Verdiho, Rimského-Korsakova a Petra Iljiče Čajkovského Hudební magazin. V tomto stylu upravil i slavnou operetu Florimonda Hervé Mamzelle Nitouche a uvedl ji pod názvem Nebeské vlaštovky (Небесные ласточки, 1933)
Společně s režizérem Grigorijem Vasiljevičem Alexandrovem se stal zakladatelem žánru sovětské filmové hudební komedie. Jejich první společný film Celý svět se směje (Весёлые ребята, 1934) se setkal s mimořádným úspěchem a proslavil Dunajevského nejen v Sovětském svazu. Po něm následovaly stejně úspěšné filmy Cirkus (Цирк, 1936), Volha, Volha (Волга-Волга, 1938) a Светлый путь (1940) ve kterých vynikla i slavná herečka Ljubov Orlovová. Dunajevskij napsal hudbu k 26 filmům, ve kterých často také sám účinkoval, hrál na klavír nebo zpíval. Např. ve filmu Jaro zpívá romanci Michaila Ivanoviče Glinky. Symfonickou hudbu Dunajevského ocenil i Dmitrij Šostakovič. O předehře k filmu Děti kapitána Granta (1936) napsal, že je to dílo velkého žáru a temperamentu.
V letech 1937–1941 byl předsedou Leningradského svazu skladatelů a v roce 1938 byl zvolen poslancem Nejvyššího sovětu Ruské sovětské federativní republiky.
Během Druhé světové války byl uměleckým vedoucím Souboru písní a tanců železničářů, se kterým vystupoval po celém Sovětském svazu. Po válce se ještě vrátil k operetě. V roce 1947 uvedl na scénu operetu Volný vítr. Svou poslední operetu, Bílý akát, již nedokončil. Po Dunajevského smrti ji uvedl na scénu Kirill Vladimirovič Molčanov.
V roce 1950 byl Dunajevskij u příležitosti svých padesátin jmenován národním umělcem RSFSR. Při tom se však často potýkal s obvyklými perzekucemi stalinské éry: partitury jeho prací nebyly zveřejňovány kvůli přezíravému postoji k tzv. lehké hudbě a v rámci boje proti kosmopolitismu bylo odmítáno provedení skladatelových děl s židovskou tematikou.
I. Dunajevskij byl ženatý dvakrát. Jeho první manželka byla herečka Věra Jureněvová. Manželství však mělo krátké trvání. Podruhé se oženil s baletkou Zinou Sudejkinou a měl a ní syna Jevgenije (*1932). Matkou druhého syna Maxima (1945) byla přítelkyně tanečnice Zoja Pašková.
Zemřel v Moskvě 25. července 1955 na srdeční selhání. Spekulace o sebevraždě se nepotvrdily. Je pochován na Novoděvičím hřbitově.

## Dílo

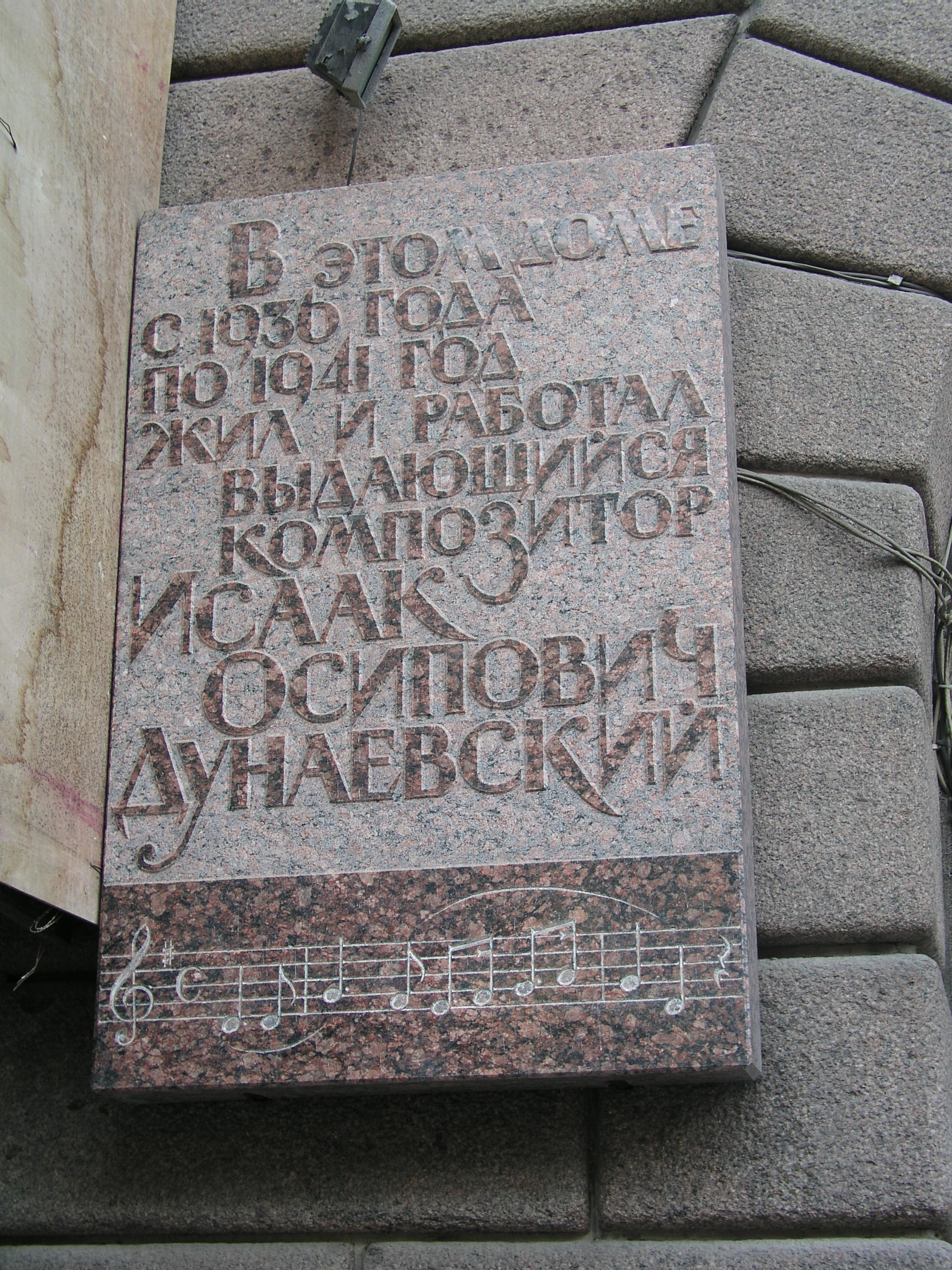
Pamětní deska v Petrohradě

Isaac Dunajevskij měl jedinečný melodický dar a byl de facto zakladatelem žánru sovětské populární hudby. Jeho dílo je sice silně poplatné době svého vzniku a mnohé jeho skladby lze označit za projev socialistického realismu v ruské hudbě, nicméně jeho věhlas přesáhl hranice Sovětského svazu a mnohé jeho melodie se hrají dodnes.

### Operety
- И нашим, и вашим (Naši i vaši, 1924)
- Женихи (Ženichové, 1927)
- Соломенная шляпка (Slaměný klobouk, 1927)
- Ножи (Nože, 1928)
- Полярные-страсти (Polární vášně, 1929)
- Миллион терзаний (Milion trápení, 1932)
- Золотая долина (Zlaté údolí, 1937)
- Дороги к счастью (Cesty ke štěstí, 1940)
- Вольный ветер (Volný vítr, 1947)
- Сын клоуна (Klaunův syn, 1950)
- Белая акация (Bílý akát, 1955, nedokončeno).

### Balety
- Отдых фавна (Faunův odpočinek, 1924)
- Мурзилка (Murzilka, 1924)
- Невеста и автомат (Nevěsta a automat, 1934)
- Джекки — 14-летний матрос (Jackie – 14letý námořník)

### Scénická hudba
- Tartuffe neboli Pokrytec (Molière)
- Figarova svatba (Pierre-Augustin Caron de Beaumarchais)
- Turandot (Carlo Gozzi)

### Filmová hudba
Filmy uvedené v československé distribuci jsou uvedeny přednostně s českým názvem.
- Первый взвод (1933)
- Celý svět se směje (Весёлые ребята, 1934)
- Дважды рождённый (1934)
- Три товарища (1934)
- Золотые огни (1934)
- Путь корабля (1935)
- Вратарь (1936)
- Девушка спешит на свидание (1936)
- Děti kapitána Granta (Дети капитана Гранта, 1936)
- Искатели счастья (1936)
- Концерт Бетховена (1936)
- Цирк (1936, Stalinova cena 1. stupně, 1941)
- Теремок (1937)
- Дочь Родины (1937)
- Наш цирк (krátkometrážní, 1937)
- Bohatá nevěsta (Богатая невеста, 1938)
- Volha, Volha (Волга-Волга, 1938, Stalinova cena 1. stupně, 1941)
- Юность командиров (1939)
- Концерт на экране, (1940)
- Моя любовь, (1940)
- Светлый путь, (1940)
- Jaro (Весна, 1947)
- Новый дом (1947)
- Kubáňští kozáci (Кубанские казаки, 1949, Stalinova cena 1. stupně, 1950)
- Машенькин концерт (1949)
- Veselé hvězdy (Весёлые звёзды, 1954)
- Modré šípy (Запасной игрок, 1954)
- Mezi dvěma ženami (Испытание верности, 1954)
- Белая акация (1957)
- Вольный ветер (1961)
- Только ты (1972)
- Вольный ветер (1983)
- В поисках капитана Гранта (1986, hudba využívá téma předehry z filmu z roku 1936)
- Čuča 2 (Чуча 2, 2002, animovaný film s hudbou Dunajevského)

### Písně
Dunajevskij je autorem více než sta písní. Vytvořil zcela nový typ ruské populární písně. V jeho písních se prolínají styly klasické ruské romance, operety a jazzu. Velice úspěšné byly i jeho masové písně na politická a budovatelská témata. Mezi nejznámější patří:
- Моя Москва (Moje Moskva, tato píseň se v roce 1995 stala oficiální hymnou Moskvy)
- Песня о Родине (Píseň o vlasti, píseň z filmu Cirk se stala znělkou Všesvazového rozhlasu)
- Pochod veselých dětí (Марш весёлых ребят z filmu Celý svět se směje)
- Píseň o veselém větru (Песня о весёлом ветре z filmu Děti kapitána Granta)
- Kapitánská (Песенка о капитане z filmu Děti kapitána Granta)
- Oj, kvete kalina (Ой, цветёт калина)
- Píseň o Stalinovi
- Leťte holubi (Летите, голуби)